# 乌维尔-拉比安图尔内
乌维尔-拉比安图尔内（法語：Ouville-la-Bien-Tournée，法語發音：[uvil la bjɛ̃ tuʁne] ⓘ）是法国卡尔瓦多斯省的一个旧市镇，属于利雪区。2017年，乌维尔-拉比安图尔内与临近的12个市镇合并为新市镇欧日地区圣皮埃尔。

## 地理
乌维尔-拉比安图尔内（49°3'9"N, 0°1'19"W）面积7.67 平方千米，位于法国诺曼底大区卡爾瓦多斯省，该省份为法国西北部沿海省份，北濒大西洋英吉利海峡，东北与滨海塞纳省以海上边界相接，东临厄尔省，南至奧恩省，西与芒什省接壤。
与乌维尔-拉比安图尔内接壤的市镇（或旧市镇、城区）包括：迪沃河畔布雷特维尔、马尼拉康帕涅、勒梅尼勒莫热、欧日地区佩尔西、蒂耶维尔。
乌维尔-拉比安图尔内的时区为UTC+01:00、UTC+02:00（夏令时）。

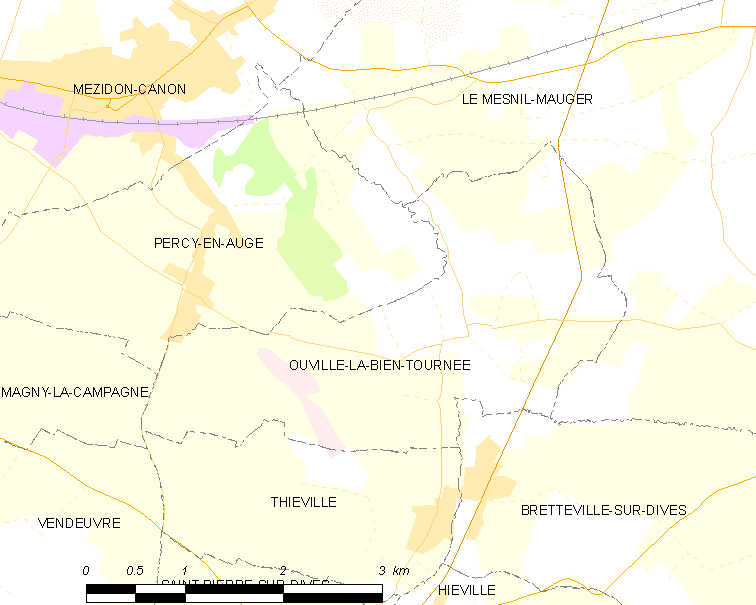
乌维尔-拉比安图尔内的OSM定位图

## 行政
乌维尔-拉比安图尔内的邮政编码为14170，INSEE市镇编码为14489。

## 政治
乌维尔-拉比安图尔内所属的省级选区为利瓦罗派多日县。

## 人口

1962-2008年间乌维尔-拉比安图尔内人口变化图示

乌维尔-拉比安图尔内于2018年1月1日时的人口数量为257人。